# Sandra Milo

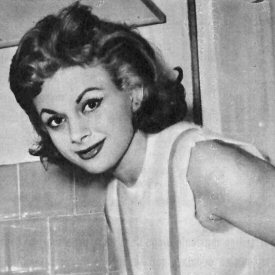
Sandra Milo 1956.

Sandra Milo, född Salvatrice Elena Greco den 11 mars 1933 i Tunis, Tunisien, död 29 januari 2024 i Rom, var en italiensk skådespelare. Hon filmdebuterade 1955. Milo är främst känd för sina roller i Federico Fellinis filmer 8 ½ och Julietta och andarna. För båda roller tilldelades hon det italienska filmpriset Nastro d'Argento. Hon medverkade också i en större roll i Roberto Rossellinis Generalen 1959. Milo gjorde flera uppehåll vad gäller skådespeleri bland annat under större delen av 1970-talet, men sedan början av 2000-talet var hon åter verksam som filmskådespelare.

## Filmografi, urval
- 1958 – En kvinnas ansikte
- 1959 – Generalen
- 1959 – Syndapengar
- 1959 – Vittnet är farligt
- 1960 – Rån på öppen gata
- 1963 – 8 ½
- 1965 – Julietta och andarna
- 1965 – Parasoll
- 1984 – Cindy